# Schlacht am Kings Mountain

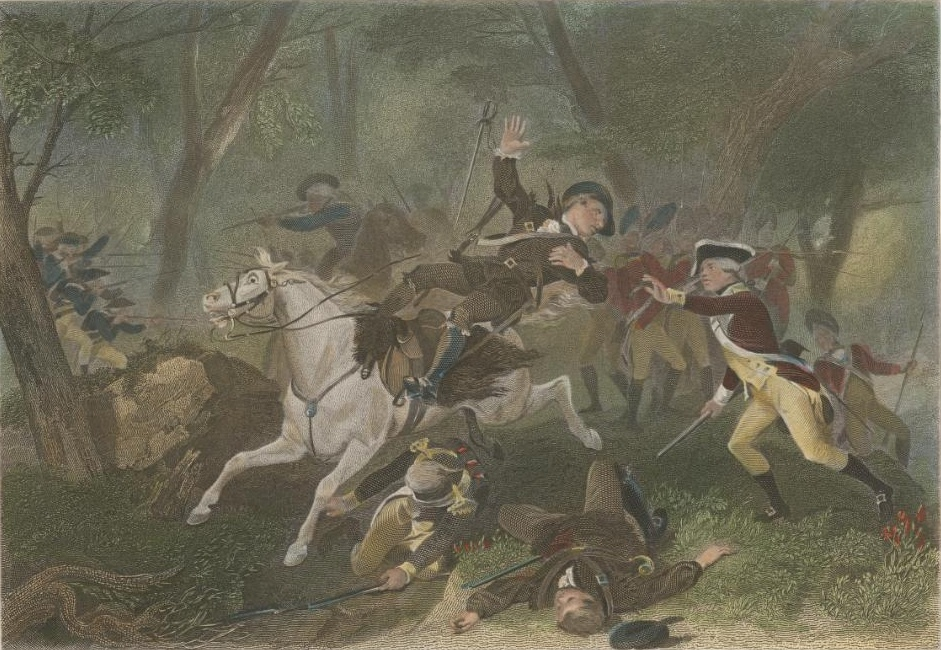
Fergusons Tod in der Schlacht am Kings Mountain

Die Schlacht am Kings Mountain am 7. Oktober 1780 war ein wichtiger kolonialer Sieg während des Amerikanischen Unabhängigkeitskrieges. Die Truppen der Siedler überwältigten die königstreuen Streitkräfte, die durch den britischen Major Patrick Ferguson angeführt wurden. In dem Buch The Winning of the West bezeichnete Theodore Roosevelt die Schlacht am Kings Mountain als „den Wendepunkt der Amerikanischen Revolution“.

## Vorgeschichte
Die Truppen der Kolonisten waren ausschließlich aus Freiwilligen zusammengesetzt, die unter den Männern dienten, die sie sich selbst ausgesucht hatten: William Campbell, John Sevier, Frederick Hambright, Joseph McDowell, Benjamin Cleveland, James Williams, John McKissack und Isaac Shelby führten als Oberste ihre Truppen, während die Hauptleute Joseph Winston und Edward Lacey die anderen überwiegend autonomen Gruppen kommandierten.
Nachdem die Armee von Horatio Gates in der Schlacht von Camden geschlagen wurde, war der britische General Charles Cornwallis der Überzeugung, dass die Provinzen Georgia und South Carolina unter britischer Kontrolle waren und er begann den Einmarsch in die Provinz North Carolina zu planen. Aber der Bürgerkrieg in South Carolina setzte sich fort.
Die den Whigs nahestehende Grenzbevölkerung führte unter einigen selbsternannten Obersten (Isaac Shelby, Elijah Clarke und Charles McDowell) Überfälle auf die loyalen britischen Außenposten durch. Um die westliche Flanke zu schützen, übergab Cornwallis die Leitung der königstreuen Milizen an Major Patrick Ferguson. Er selbst führte die Invasion nach North Carolina am 9. September 1780 und erreichte Charlotte am 26. September. Ferguson folgte und richtete ein Basislager bei Gilbertown ein und forderte die Kolonisten auf, die Waffen niederzulegen, ansonsten drohte er ihnen das Land zu verwüsten. Die harsch formulierte Botschaft brachte die Bewohner der Appalachen-Grenzregion auf und sie versammelten sich bei Sycamore Shoals und beschlossen den Krieg zu Ferguson zu bringen, anstatt auf ihn zu warten. Da die Siedler westlich der Smokey Mountains Overmountain People genannt wurden, erhielten die Freiwilligen den Beinamen Overmountain Men.
Durch einen gefangen genommenen Deserteur erfuhr Ferguson von den sich nähernden Siedlern und zog sich in östlicher Richtung zurück, um sich mit den Hauptstreitkräften unter Cornwallis in Charleston zu vereinen, entschied aber, sich den Verfolgern am Kings Mountain zu stellen.

## Beteiligte Kräfte
Mit Ausnahme Major Fergusons stammten alle Teilnehmer der Schlacht aus den Kolonien, seine Truppen setzten sich ausschließlich aus königstreuen Mannschaften zusammen, insgesamt kommandierte er 1000 Mann. Die ihm gegenüberstehende Truppe der Kolonisten, etwa 900 Mann, stand unter dem Kommando ebenfalls patriotischer Offiziere. Für keine der Seiten war genug Nachschub oder Vorräte vorhanden.
Im Gegensatz zu den meisten anderen britischen Offizieren war Ferguson der Ansicht, dass die kolonialen Truppen durchaus so effizient sein konnten wie die regulären britischen Militärs. Jahre zuvor hatte Ferguson eine Muskete (Hinterlader) entworfen, patentiert und im Feld getestet, die er die Ferguson-Rifle nannte und die mit größerer Präzision und Geschwindigkeit schießen konnte, als die damals übliche Brown-Bess, ein Vorderlader, den die britische Armee verwendete. Noch wichtiger war, dass der Soldat nicht aufstehen und sich dem Feind als Ziel anbieten musste, um die Waffe zu laden. Ferguson hatte eine 80 Mann starke Einheit mit der Waffe ausgerüstet und bei Brandywine in die Schlacht geführt. Trotz ihrer Effizienz weigerten sich die britischen Militärbehörden die Waffe einzuführen, man befürchtete eine Änderung der herkömmlichen Art der Kriegsführung. Durch diese Erfahrung erbittert, setzte Ferguson alles daran zumindest seine zweite Theorie zu beweisen und drillte seine Männer hart aber mit Gefühl. Er schuf eine sehr eng verwobene und sehr disziplinierte Einheit und war begierig diese gegen die Revolutionäre im Einsatz zu sehen. Ferguson wurde während der Schlacht durch die Overmountain Men getötet.

## Schlachtverlauf
Die Schlacht begann am 7. Oktober 1780, als 900 Milizangehörige aus dem Gebiet westlich der Kolonien (darunter auch John Crockett, der Vater von Davy Crockett), die steile Basis des Kings Mountains in der Dämmerung erreichten. Sie formierten sich zu acht Gruppen mit je 100 bis 200 Mann. Zwei der Gruppen, angeführt durch John Sevier und William Campbell, griffen den höchsten aber schmalsten Teil des bewaldeten Hügels an, während die anderen Truppen, geführt durch die Obersten Shelby, Williams, Lacey, Cleveland, Hambright, Winston und McDowell das Hauptkontingent der Königstreuen angriffen, indem sie den Berg an der niedrigsten Stelle umrundeten.
Die Revolutionäre krochen den Hügel hinauf und schossen aus der Deckung heraus auf die Rotröcke, Ferguson sammelte seine Truppen und befahl einen Bajonett-Angriff gegen die Männer von Campbell und Sevier. Selbst ohne Bajonette ausgestattet, zogen sich die Overmountain Men weiterhin feuernd in den Wald am Fuß des Hügels zurück. Ferguson befahl zwei weitere Bajonett-Angriffe, während eines dieser Angriffe wurde Oberst Williams getötet und Oberst McDowell verwundet. Aber nach jedem Angriff kehrten die Revolutionäre weiterhin feuernd an den Fuß des Hügels zurück. Für die königstreuen Truppen war es schwer Ziele zu finden, da die Grenzbewohner sich ständig in Bewegung befanden und sich ähnlich heutiger Taktiken, ständig versteckt und in Deckung hielten.
Nach etlichen Stunden des Gefechts waren die Verluste der loyalen britischen Truppen hoch. Ferguson ritt den Hügel immer wieder entlang und pfiff auf seiner silbernen Pfeife Befehle. Als er langsam verzweifelte, zog er ein kariertes Hemd über seine rote Uniformjacke. Ein Soldat entdeckte dies und alarmierte seine Kameraden. Auf dem Höhepunkt der Schlacht, als die Patrioten die Loyalisten überrannten, fiel Ferguson tödlich getroffen aus dem Sattel. Acht Kugeln steckten in seinem Körper.
Als die Rotröcke ihren Anführer fallen sahen, verloren sie ihren Mut und ergaben sich, aber die Revolutionäre, aufgebracht durch das Massaker von Waxhaw und andere, schossen weiter, während sie riefen: „Gebt ihnen das Quartier von Tarleton“ (Quartier bedeutet hier Kriegsgefangenschaft). Erst nach einigen Minuten bekamen die Obersten die Situation unter Kontrolle und nahmen 700 königstreue Männer gefangen.

## Folgen der Schlacht

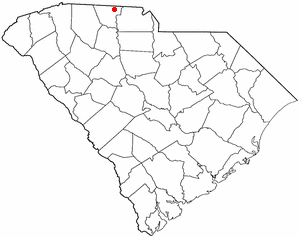
Lage von Blacksburg, South Carolina

Die eigentliche Schlacht von Kings Mountain dauerte nur 65 Minuten, auf der Seite der Briten fielen 225 Mann, 163 wurden verwundet und 716 gefangen genommen. Auf der Seite der Patrioten wurden 28 getötet und 62 Mann verwundet. Die gefangenen Rotröcke wurden, sofern sie noch laufen konnten, zusammengetrieben und in Lager in einigen Kilometern Entfernung verbracht; die Toten und Verwundeten blieben auf dem Schlachtfeld zurück. Weitere neun Königstreue wurden gehängt, weil sie die Seiten gewechselt hatten, andere Quellen sagen, dass die Tories wegen Kriegsverbrechen vor ein Gericht gestellt wurden. Die danach Gehängten wurden wegen Verbrechen wie beispielsweise der Plünderung angeklagt. Mit der Niederlage als Beweis für den erbitterten Widerstand, den er zu erwarten hatte, nahm Cornwallis Abstand von seinem Plan in North Carolina einzumarschieren und zog sich in den Süden zurück.
Nach der Schlacht machte sich Joseph Greer von der Watauga Association bei Sycamore Shoals (nahe dem heutigen Elisabethton, Tennessee) auf den 950 Kilometer langen Weg nach Philadelphia, um die koloniale Regierung über die Niederlage der Briten zu informieren. Er erreichte sein Ziel am 7. November 1780.
1931 richtete der Kongress der Vereinigten Staaten den Kings Mountain National Military Park unweit des Kings Pinnacle auf dem Schlachtfeld ein. Die Besucherzentrale des Parks liegt in Blacksburg, South Carolina und begrüßt jedes Jahr hunderttausende Besucher.